# 대니 글러버
대니 글러버(Danny Glover, 1946년 7월 22일 ~ )는 미국의 영화배우이다. 글러버는 《칼라 퍼플》의 앨버트 존슨, 《프레데터 2》의 마이클 해리건, 《리쎌 웨폰》시리즈의 로저 머터프역으로 유명하다.

## 젊은 시절
글러버는 캘리포니아주, 샌프란시스코에서 캐리와 제임스 글러버의 아들로 태어났다. 부모 둘다는 우체국 직원이었으며 전미흑인지위협회에서 활동하면서 평등한 권리를 진척시키기 위해 일했다. 조산사의 딸이었던 글러버의 어머니는 조지아주, 루이빌에서 태어났으며, 오거스타에 있는 패인 대학 (Paine College)를 졸업하였다.
글러버는 20대에 간질로 고통을 겪었다. 본인의 설명에 따르면, 발작이 일어나지 않게 하기 위하여 집중하는 방법을 개발했다고 한다. 자기 최면의 형태라고 설명한 이 테크닉을 사용하면서, 글러버는 35살 이후 발작을 겪지 않았다고 말한다.
글러버는 샌프란시스코에 있는 조지워싱턴 고등학교를 졸업한 후, 1년동안 샌프란시스코 시립대학을 다녔고, 그 후 샌프란시코 주립대학교 (당시 단과대학)를 입학하여, 1968년에 경제학 학사 전공으로 졸업하였다. 대학에 있는 동안, 미래의 부인 아사케 보마니를 만나 1975년에 결혼하였다. 유일한 자식인 딸 맨디사가 1976년 1월 5일에 태어났다.

## 출연 작품
- 《위트니스》...맥피 역 (1985년)
- 《실버라도》...맬 역 (1985년)
- 《컬러 퍼플》...앨버튼 존슨 역 (1985년)
- 《리썰 웨폰》 ... 로저 머터프 형사 역 (1987년)
- 《리썰 웨폰 2》 ... 로저 머터프 형사 역 (1989년)
- 《프레데터 2》... 마이클 해리건 역 (1990년)
- 《프록터의 행운》... 레이몬드 역 (1991년)
- 《리썰 웨폰 3》 ... 로저 머터프 형사 역 (1992년)
- 《리썰 웨폰 4》 ... 로저 머터프 형사 역 (1998년)
- 《쏘우》... 데이비트 탭 형사 역 (2004년)
- 《어스시의 마법사》... 오지언 (2004년)
- 《드림걸스》... 마티 매디슨 역 (2006년)
- 《쉐기 독》... 켄 홀리스터 역 (2006년)
- 《법정》... 저널리스트 역 (2006년)
- 《더블타켓》... 아이잭 존슨 대령 역 (2007년)
- 《보이즈 게임》... 조지 역 (2007년)
- 《쏘우 5》 (2008년)
- 《테라 3D: 인류 최후의 전쟁》 (2009년)
- 《미이라: 황제의 부활》... 칼 역 (2014년)
- 《다이하드 스왓》... 설리 역 (2015년)
- 《익스토션》... 콘스터블 하렌 역 (2017년)
- 《더 라스트 블랙 맨 인 샌프란시스코》 (2018년)
- 《율리시스: 다크 오딧세이》... 미스터 오션 역 (2018년)
- 《그날이 오면》... 퀸시 피어슨 역 (2018년)
- 《데스 레이스 4: 비욘드 아나키》... 볼티모어 밥 역 (2018년)
- 《데드 돈 다이》... 프랭크 밀러 역 (2019년)
- 《쥬만지: 넥스트 레벨》... 마일로 역 (2019년)

## 수상
- 《MTV Movie Award - Best On-Screen Duo》...리쎌 웨폰 3, 멜 깁슨과 공동 수상 (1993년)

## 참고
1. ↑  Stated in interview on Inside the Actors Studio, 1998